# Urdski jezik
Urdski jezik (اردو; ISO 639-3: urd), koji pripada hindustanskoj grani indoeuropskih jezika, u Pakistanu govori preko 10 milijuna ljudi (1993.) i gotovo 46 milijuna u Indiji.
Jezik ima više dijalekata: Dakani (ili deccan; ime dobio po Dekanu), Pinjari i Rekhra. Također ga govore skupine Urdu etniciteta na Fidžiju (3500), Južnoafričkoj Republici (170.000), Omanu (30.000), Bahreinu (20.000), Katar (preko 19.000), Njemačkoj (skoro 16.000), a sveukupno preko 54 milijuna u svim zemljama.

## Vanjske poveznice
- Urdski jezik
- Ethnologue (14th)
- Ethnologue (15th)